# Kim Tân, Kim Sơn
Kim Tân là một xã thuộc huyện Kim Sơn, tỉnh Ninh Bình, Việt Nam.

## Địa lý
Xã Kim Tân nằm ở phía nam huyện Kim Sơn, tỉnh Ninh Bình, cách thành phố Hoa Lư 42 km, có vị trí địa lý:
- Phía đông giáp Sông Đáy
- Phía tây giáp xã Kim Mỹ
- Phía nam giáp xã Cồn Thoi
- Phía bắc giáp thị trấn Phát Diệm và xã Văn Hải.

Xã Kim Tân có diện tích 8,16 km², dân số năm 2022 là 7.764 người, mật độ dân số đạt 951 người/km².
Đây là một xã thuộc vùng khai hoang lấn biển. Được hình thành từ các luồng dân di cư đến vùng kinh tế mới những năm thế kỷ 20.

## Kinh tế
Hiện Ninh Bình đang có dự kiến thành lập khu kinh tế ven biển Kim Sơn tại vùng biển bãi ngang - cồn nổi và 7 xã ven biển Kim Sơn, trong đó có Kim Tân. Xã Kim Tân còn có bến cá cửa Đáy được xây dựng là đầu mối vận chuyển cá biển vào đất liền.

### Cảng tổng hợp Kim Sơn
Theo Quyết định Số: 2179/ QĐ-UBND của tỉnh Ninh Bình ngày 17 tháng 9 năm 2007 V/v phê duyệt Quy hoạch giao thông đường thủy nội địa tỉnh Ninh Bình đến năm 2015 và định hướng phát triển đến năm 2020 thì Cảng Kim Sơn là cảng tổng hợp, có diện tích 106 ha được xây dựng bên hữu sông Đáy, tại khu neo đậu tránh, trú bão (từ Kim Đông đến Kim Tân) huyện Kim Sơn, quy mô 500 tàu thuyền. Nguồn vốn của Trung ương (theo chương trình của Bộ Thủy sản).
Chức năng của cảng:
- Phục vụ nhu cầu đánh bắt hải sản
- Tàu thuyền neo đậu, tránh trú bão
- Bốc xếp các loại hàng hoá khác.

## Văn hóa
Xã này thuộc vùng chuyển tiếp của khu dự trữ sinh quyển thế giới châu thổ sông Hồng.
Nhà thờ Giáo xứ Như Tân và Nhà thờ Giáo xứ Tùng Thiện thuộc giáo phận Phát Diệm nằm trên địa bàn xã.